# NGC 5490
NGC 5490, auch NGC 5490A genannt, ist eine elliptische Radiogalaxie vom Hubble-Typ E? im Sternbild Bärenhüter nördlich des Himmelsäquators, und 218 Millionen Lichtjahre von der Milchstraße entfernt.
Sie bildet zusammen mit den Nicht-NGC-Objekten PGC 50572 (auch NGC 5490B genannt) und Arp 79 (PGC 50584, auch NGC 5490C genannt) eine optische Dreiergalaxie und wurde am 14. März 1784 vom deutsch-britischen Astronomen Wilhelm Herschel mit einem 18,7-Zoll-Spiegelteleskop entdeckt,  der sie dabei mit „vS or nebulous double star, verified 240 power“ beschrieb.

## NGC 5490-Gruppe (LGG 376)
| Galaxie   | Alternativname | Entfernung/Mio. Lj |
| --------- | -------------- | ------------------ |
| NGC 5490  | PGC 50558      | 218                |
| IC 982    | PGC 50560      | 245                |
| IC 984    | PGC 50580      | 229                |
| PGC 50657 | UGC 9078       | 213                |